# Административно-территориальное деление Томской области

## Административно-территориальное устройство

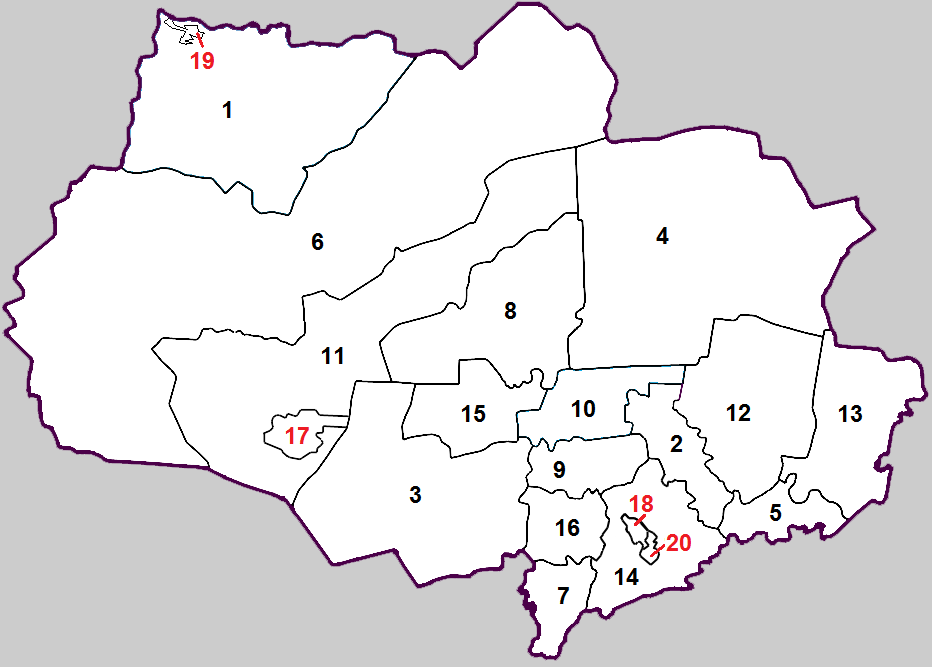
Административная карта Томской области. 1 — Александровский р-н, 2 — Асиновский р-н, 3 — Бакчарский р-н, 4 — Верхнекетский р-н, 5- Зырянский р-н, 6 — Каргасокский р-н, 7 — Кожевниковский р-н, 8 — Колпашевский р-н, 9 — Кривошеинский р-н, 10 — Молчановский р-н, 11 — Парабельский р-н, 12 — Первомайский р-н, 13 — Тегульдетский р-н, 14 — Томский р-н, 15 — Чаинский р-н, 16 — Шегарский р-н, 17 — г. Кедровый, 18 — г. Северск, 19 — г. Стрежевой, 20 — г. Томск

Согласно Закону «Об административно-территориальном устройстве Томской области» и Уставу Томской области, субъект РФ включает следующие административно-территориальные единицы:
- 4 города областного подчинения (Томск, Кедровый, Северск, Стрежевой), один из которых отнесён к категории закрытых административно-территориальных образований (ЗАТО Северск);
- 16 районов;
  - 2 города районного подчинения (Асино, Колпашево);
  - 1 посёлок городского типа (рабочий посёлок Белый Яр)
  - 570 сельских населённых пунктов.

Административным центром Томской области является город Томск.

## Муниципальное устройство
В рамках муниципального устройства, в границах административно-территориальных единиц области к 1 января 2018 года образованы 135 муниципальных образований, в том числе:
- 4 городских округа,
- 16 муниципальных районов
  - 3 городских поселения
  - 112 сельских поселений

## Города областного подчинения (городские округа) и районы (муниципальные районы)
| №         | Флаг        | Герб | Название                                        | Админ. центр         | Площадь, км² | Население, чел., (2021) | Код ОКАТО |
| --------- | ----------- | ---- | ----------------------------------------------- | -------------------- | ------------ | ----------------------- | --------- |
| 1e-06     |             |      | Районы (муниципальные районы)                   |                      |              |                         |           |
| 1         |             |      | Александровский район                           | село Александровское | 29 900       | ↘7605                   | 69 204    |
| 2         |             |      | Асиновский район                                | город Асино          | 5 943        | ↗33 862                 | 69 208    |
| 3         |             |      | Бакчарский район                                | село Бакчар          | 24 700       | ↘11 399                 | 69 212    |
| 4         |             |      | Верхнекетский район                             | рп Белый Яр          | 43 349       | ↘14 842                 | 69 216    |
| 5         |             |      | Зырянский район                                 | село Зырянское       | 3 966        | ↗11 306                 | 69 220    |
| 6         |             |      | Каргасокский район                              | село Каргасок        | 86 900       | ↘17 682                 | 69 224    |
| 7         |             |      | Кожевниковский район                            | село Кожевниково     | 3 908        | ↗20 414                 | 69 228    |
| 8         |             |      | Колпашевский район                              | город Колпашево      | 17 112       | ↘33 325                 | 69 232    |
| 9         |             |      | Кривошеинский район                             | село Кривошеино      | 4 400        | ↗12 222                 | 69 236    |
| 10        |             |      | Молчановский район                              | село Молчаново       | 6 351        | ↗12 304                 | 69 240    |
| 11        |             |      | Парабельский район                              | село Парабель        | 35 846       | ↘11 494                 | 69 244    |
| 12        |             |      | Первомайский район                              | село Первомайское    | 15 554       | ↗17 050                 | 69 248    |
| 13        |             |      | Тегульдетский район                             | село Тегульдет       | 12 300       | ↗6465                   | 69 252    |
| 14        |             |      | Томский район                                   | город Томск          | 10 064       | ↗90 145                 | 69 244    |
| 15        |             |      | Чаинский район                                  | село Подгорное       | 7 242        | ↗11 713                 | 69 256    |
| 16        |             |      | Шегарский район                                 | село Мельниково      | 5 030        | ↗19 958                 | 69 258    |
| 16.000002 |             |      | Города областного подчинения (городские округа) |                      |              |                         |           |
| 17        |             |      | Кедровый                                        | город Кедровый       | 1 697,0      | ↘2664                   | 69 407    |
| 18        |             |      | Северск (ЗАТО)                                  | город Северск        | 485,7        | ↘111 106                | 69 541    |
| 19        |             |      | Стрежевой                                       | город Стрежевой      | 213,0        | ↘39 169                 | 69 410    |
| 20        | Флаг Томска |      | Томск                                           | город Томск          | 295,1        | ↘564 927                | 69 401    |

## Сельские и городские поселения

### Александровский район
| - Административный центр — село Александровское Муниципальные образования: 1. Александровское сельское поселение 2. Лукашкин-Ярское сельское поселение 3. Назинское сельское поселение 4. Новоникольское сельское поселение 5. Октябрьское сельское поселение 6. Северное сельское поселение |

### Асиновский район
| - Административный центр — город Асино Муниципальные образования: 1. Асиновское городское поселение 2. Батуринское сельское поселение 3. Большедороховское сельское поселение 4. Новокусковское сельское поселение 5. Новониколаевское сельское поселение 6. Новиковское сельское поселение 7. Ягодное сельское поселение |

### Бакчарский район
| - Административный центр — село Бакчар Муниципальные образования: 1. Бакчарское сельское поселение 2. Вавиловское сельское поселение 3. Высокоярское сельское поселение 4. Парбигское сельское поселение 5. Плотниковское сельское поселение 6. Поротниковское сельское поселение |

### Верхнекетский район
| - Административный центр — рабочий посёлок (посёлок городского типа) Белый Яр Муниципальные образования: 1. Белоярское городское поселение 2. Катайгинское сельское поселение 3. Клюквинское сельское поселение 4. Макзырское сельское поселение 5. Орловское сельское поселение 6. Палочкинское сельское поселение 7. Сайгинское сельское поселение 8. Степановское сельское поселение 9. Ягоднинское сельское поселение |

### Зырянский район
| - Административный центр — село Зырянское Муниципальные образования: 1. Высоковское сельское поселение 2. Дубровское сельское поселение 3. Зырянское сельское поселение 4. Михайловское сельское поселение 5. Чердатское сельское поселение |

### Каргасокский район
| - Административный центр — село Каргасок Муниципальные образования: 1. Вертикосское сельское поселение 2. Каргасокское сельское поселение 3. Киндальское сельское поселение 4. Нововасюганское сельское поселение 5. Новоюгинское сельское поселение 6. Сосновское сельское поселение 7. Средневасюганское сельское поселение 8. Среднетымское сельское поселение 9. Тевризское сельское поселение 10. Толпаровское сельское поселение 11. Тымское сельское поселение 12. Усть-Тымское сельское поселение 13. Усть-Чижапское сельское поселение |

### Кожевниковский район
| - Административный центр — село Кожевниково Муниципальные образования: 1. Вороновское сельское поселение 2. Кожевниковское сельское поселение 3. Малиновское сельское поселение 4. Новопокровское сельское поселение 5. Песочнодубровское сельское поселение 6. Староювалинское сельское поселение 7. Уртамское сельское поселение 8. Чилинское сельское поселение |

### Колпашевский район
| - Административный центр — город Колпашево Муниципальные образования: 1. Колпашевское городское поселение 2. Инкинское сельское поселение 3. Новогоренское сельское поселение 4. Новосёловское сельское поселение 5. Саровское сельское поселение 6. Чажемтовское сельское поселение Законом Томской области от 10 мая 2017 года № 37-ОЗ, были преобразованы, путём их объединения, Дальненское и Новосёловское сельские поселения — в Новосёловское сельское поселение. Законом Томской области от 10 мая 2017 года № 38-ОЗ, были преобразованы, путём их объединения, Национальное Иванкинское, Копыловское и Инкинское сельские поселения — в Инкинское сельское поселение. |

### Кривошеинский район
| - Административный центр — село Кривошеино Муниципальные образования: 1. Володинское сельское поселение 2. Иштанское сельское поселение 3. Красноярское сельское поселение 4. Кривошеинское сельское поселение 5. Новокривошеинское сельское поселение 6. Петровское сельское поселение 7. Пудовское сельское поселение |

### Молчановский район
| - Административный центр — село Молчаново Муниципальные образования: 1. Могочинское сельское поселение 2. Молчановское сельское поселение 3. Наргинское сельское поселение 4. Суйгинское сельское поселение 5. Тунгусовское сельское поселение |

### Парабельский район
| - Административный центр — село Парабель Муниципальные образования: 1. Заводское сельское поселение 2. Нарымское сельское поселение 3. Новосельцевское сельское поселение 4. Парабельское сельское поселение 5. Старицинское сельское поселение |

### Первомайский район
| - Административный центр — село Первомайское Муниципальные образования: 1. Комсомольское сельское поселение 2. Куяновское сельское поселение 3. Новомариинское сельское поселение 4. Первомайское сельское поселение 5. Сергеевское сельское поселение 6. Улу-Юльское сельское поселение |

### Тегульдетский район
| - Административный центр — село Тегульдет Муниципальные образования: 1. Белоярское сельское поселение 2. Берегаевское сельское поселение 3. Тегульдетское сельское поселение 4. Чёрноярское сельское поселение |

### Томский район
| - Административный центр — город Томск (не входит в состав района) Муниципальные образования: 1. Богашёвское сельское поселение 2. Воронинское сельское поселение 3. Заречное сельское поселение 4. Зональненское сельское поселение 5. Зоркальцевское сельское поселение 6. Итатское сельское поселение 7. Калтайское сельское поселение 8. Копыловское сельское поселение 9. Корниловское сельское поселение 10. Малиновское сельское поселение 11. Межениновское сельское поселение 12. Мирненское сельское поселение 13. Моряковское сельское поселение 14. Наумовское сельское поселение 15. Новорождественское сельское поселение 16. Октябрьское сельское поселение 17. Рыбаловское сельское поселение 18. Спасское сельское поселение 19. Турунтаевское сельское поселение |

### Чаинский район
| - Административный центр — село Подгорное Муниципальные образования: 1. Коломинское сельское поселение 2. Подгорнское сельское поселение 3. Усть-Бакчарское сельское поселение 4. Чаинское сельское поселение |

### Шегарский район
| - Административный центр — село Мельниково Муниципальные образования: 1. Анастасьевское сельское поселение 2. Баткатское сельское поселение 3. Побединское сельское поселение 4. Северное сельское поселение 5. Трубачевское сельское поселение 6. Шегарское сельское поселение |

## История районов
На момент образования Томской области — 13 августа 1944 года — в неё входил 21 район: Александровский, Асиновский, Бакчарский, Васюганский, Верхне-Кетский, Зырянский, Каргасокский, Кожевниковский, Колпашевский, Кривошеинский, Молчановский, Парабельский, Парбигский, Пудинский, Пышкино-Троицкий, Тегульдетский, Томский, Туганский, Тымский туземный, Чаинский, Шегарский.
12 июля 1949 года упразднен Тымский туземный район. 15 июля 1953 года упразднен Колпашевский район. 28 апреля 1959 года упразднены Васюганский и Пудинский районы. На 1 января 1960 года в области существовало 17 районов.
8 февраля 1963 года образованы Александровский, Верхнекетский, Каргасокский и Тегульдетский промышленные районы; упразднены Кожевниковский, Молчановский, Парбигский, Пышкино-Троицкий, Тегульдетский, Туганский районы. 
4 марта 1964 года упразднены Каргасокский и Тегульдетский промышленные районы; образованы Каргасокский и Тегульдетский сельские районы.
7 января 1965 г. ликвидировано деление районов на промышленные и сельские.
7 января 1965 г. вновь образованы в границах до 8 февраля 1963 г. Кожевниковский, Колпашевский и Молчановский районы. Территория бывшего Пышкино-Троицкого района вошла в состав вновь созданного Первомайского района с центром в с. Первомайское.
27 декабря 1973 г. к категории городов областного подчинения отнесен г. Асино.
6 марта 1978 г. п. Стрежевой Александровского района получил статус города областного подчинения.
В начале 1986 г. в Томской области основан п. Кедровый. 11 марта 1986 г. он был включен в состав Парабельского района.
12 ноября 1987 г. п. Кедровый получил статус города областного подчинения.
На данный момент в области 16 районов.